# Nam Triệu
Nam Triệu là một phường thuộc thành phố thành phố Hải Phòng, Việt Nam.

## Lịch sử
Khu vực thành lập phường Nam Triệu trước đây thuộc huyện Thủy Nguyên, sau là thành phố Thủy Nguyên, thành phố Hải Phòng.
Phường Nam Triệu được thành lập trên cơ sở sáp nhập toàn bộ diện tích tự nhiên và quy mô dân số của các phường Nam Triệu Giang, Lập Lễ và Tam Hưng thuộc thành phố Thuỷ Nguyên cũ. Trụ sở đặt tại trụ sở cũ của UBND phường Nam Triệu Giang.
Căn cứ vào đề án sắp xếp đơn vị hành chính cấp xã của thành phố Hải Phòng năm 2025, phường Nam Triệu được thành lập từ:
- Toàn bộ diện tích tự nhiên là 10,37 km², quy mô dân số là 16.945 của phường Nam Triệu Giang;
- Toàn bộ diện tích tự nhiên là 11,92 km², quy mô dân số là 15.030 người của phường Lập Lễ;
- Toàn bộ diện tích tự nhiên là 7,22 km², quy mô dân số là 8.249 người của phường Tam Hưng.

Phường Nam Triệu có diện tích tự nhiên là 29,51 km2 (đạt 536,55% so với quy định), quy mô dân số là 40.224 người (đạt 89,39% so với quy định).

## Địa lý
Phường Nam Triệu giáp tỉnh Quảng Ninh ở phía Đông, giáp phường Thủy Nguyên ở phía Nam, giáp phường Hòa Bình ở phía Tây và giáp phường Bạch Đằng ở phía Bắc.